# Loge Les Vrais Amis de l'Union et du Progrès Réunis
Loge Les Vrais Amis de l'Union et du Progrès Réunis is een Franstalige vrijmetselaarsloge in Brussel die deel uitmaakt van het Grootoosten van België.
Deze loge is een van de oudste vrijmetselaarsloges van België en geldt momenteel als nummer vier op de tabel van het Belgische Grootoosten. Ze was medestichter van het G.O.B. en heeft diverse grootmeesters geleverd voor de obediëntie.
Het logegebouw bevindt zich aan de Peterseliestraat 8 te Brussel. Haar juweel bestaat uit een zilveren passer wiens benen beide fusieloges symboliseren en elkaar letterlijk de hand geven, opgelegd met een gouden locomotief die de wapenspreuk drapeert.

## Geschiedenis
Zij is ontstaan uit de fusie in 1854 van de loges Les Vrais Amis de l'Union (Brussel, 1782) en Les Amis du Progrès (Brussel, 1838). Les Vrais Amis de l'Union behoorde vroeger ook tot het Grand Orient de France en het Grootoosten der Nederlanden. Les Vrais Amis de l'Union werd opgericht door vrijmetselaars die lid waren van de loge l'Union (Brussel, 1840), en was vanaf 1783 tevens een kapittel waar de hogere graden van de Aloude en Aangenomen Schotse Ritus werden verleend.
Ze is de geestelijke navolger van de loge L'Union die werd opgericht met een patent vanwege de historische Grande Loge de France en later behoorde tot de Provinciale Grootloge van de Oostenrijkse Nederlanden, het Grand Orient de France en de provinciale grootloge onder het Grootoosten der Nederlanden. Van 1780 tot 1796 was zij de enige loge die werkzaam was op Belgische bodem.
De van oorsprong militaire veldloge Les Amis Philantrophes is onder haar impuls als dochterloge met vaste zetel te Brussel gevestigd. Een poging om een derde Brusselse loge vanuit haar schoot op te richten, La Parfaite Amitié, is niet geslaagd. Beide pogingen werden ondernomen door de eerste voorzittend meester van de loge, Pierre Passénaud.
De zogenaamde Affaire Rouppe heeft haar werkzaamheden in 1797 geteisterd. Deze affaire had betrekking op de Brusselse burgemeester Nicolas Rouppe die werd toegelaten tot de logewerkzaamheden. Hij was door Pierre Passénaud als vrijmetselaar ingewijd. Deze had dit in zijn capaciteit van lid van het kapittel van de Aloude en Aangenomen Schotse Ritus voltrokken en deze daad was omstreden. Voor het ene logelid was Rouppe vrijmetselaar en als dusdanig welkom, voor het andere was Rouppe profaan en als dusdanig niet welkom.
Bij de heroprichting van de loge La Félicité Bienfaisante (Gent) in 1804 vervulde ze de rol van moederloge. In 1805 werd door een aantal gedesafecteerde broeders de loge L'Espérance (Brussel) opgericht.
In 1838 werd de loge Les Amis du Progrès (Brussel) opgericht door een aantal antiklerikale vrijmetselaars, afkomstig uit L'Espérance en Les Vrais Amis de l'Union (Brussel). In 1854 kwam het tot een fusie en ging de fusieloge door het leven als Les Vrais Amis de l'Union et du Progrès Réunis.

In 1878 wonnen de liberalen de verkiezingen. Van 18 juni 1878 t.e.m. 10 juni 1884 was het homogeen liberale kabinet-Frère Orban-Van Humbeeck aan de macht, dat volledig uit vrijmetselaars bestond. Van de zeven ministers waren er drie lid van Les Vrais Amis de l'Union et du Progrès Réunis, in casu Jules Bara (minister van justitie), Pierre Van Humbeeck (minister van openbaar onderwijs) en Bruno Renard, minister van oorlog. Van Humbeeck introduceerde een wet op het lager onderwijs, dat artikel per artikel werd beproken in logezittingen vanaf december 1878 tot en met mei 1879. Nadien werd hetzelfde uiteraard nog eens in het parlement herhaald. De vreugde van de logebroeders was groot, en Paul Janson formuleerde dit als volgt op een logezitting gehouden op 10 mei 1879:
Tout a été fait par la Maçonnerie pour obtenir la solution radicale que est la seule vraiment constitutionnelle. Si la majorité accepte la solution mitigée qui est proposée, c'est par nécessité parlementaire. Le principe radical n'aurait pas triomphé. Mais, comme on vient de le dire, c'est une première étape. Ayons confiance que l'avenir nous en fera faire une seconde. ... En résumé, cette loi, quoique imparfaite, constitue un progrès sérieux. Les FF:. peuvent la voter avec la conscience qu'en agissant ainsi, ils ne méconnaîtront pas les principes et les voeux de la Maçonnerie.
In 1883 telde het Belgische Grootoosten zestien aangesloten loges met 2789 vrijmetselaars. De Brusselse loges Les Vrais Amis de l'Union et du Progrès Réunis en Les Amis Philanthropes waren samen goed voor 40 % van dit aantal.
In 1924 splitsten een aantal logeleden zich af en richtten de loge Action et Solidarité (Brussel) op, waar geen grenzen meer werden gesteld aan discussies over politieke thema's en waar een grotere externe werking toegelaten was.
In 1959 splitsten enkele loges zich af van het Belgische Grootoosten en vormden de Grootloge van België (G.L.B.). Dit beroerde geruime tijd de gemoederen van de logeleden. De oorzaak lag bij de interne discussie die werd gevoerd omtrent het herinvoeren van het aanroepen van de Opperbouwmeester van het Heelal en de aanwezigheid van de Bijbel tijdens de logezittingen. Op 1 december 1959 kwam het tot een stemming binnen Les Vrais Amis de l'Union et de Progrès Réunis, waarbij gekozen werd om bij het Grootoosten te blijven, maar vormelijk de betwiste symbolen te herintroduceren, maar zonder enige inhoudelijke betekenis aan haar leden op te leggen. 65 leden stemden voor en 42 stemden tegen, met 1 onthouding. De onvrede die het gevolg hiervan was maakte dat een aantal leden de loge verliet en de nieuwe loge Libre Examen oprichtte.
In 1963 kwam het opnieuw tot een stemming met grote gevolgen in de schoot van de loge. Met 82 stemmen tegen 54 beslisten de leden in de meestergraad het Belgische Grootoosten te willen verlaten en bij de Grootloge van België aan te sluiten. Hiertegen kwam veel protest, ook van buiten de loge. Dit leidde tot het ontslag van meerdere logeleden, waaronder voormalig voorzittend meester Marcel Bergé. Een grote groep richtte de nieuwe loge L'Union (Brussel) op onder de G.L.B.
Onder het voorzitterschap van voorzittend meester Patrick Bolle werd het tweehonderdvijfentwintigjarig bestaan van de loge feestelijk gevierd in 2007. Hiervoor werd door de loge een nieuw werk over haar geschiedenis uitgebracht, opnieuw geschreven door Philippe Libert.

## Filiaties
Les Vrais Amis de l'Union et du Progrès Réunis maakt deel uit van een maçonnieke familie die historisch behoort tot het Grootoosten van België en die als volgt is samengesteld:
- loge nº 4 : Les Vrais Amis de l'Union (et du Progrès Réunis) (1782/1854)
  - loge nº 5 : Les Amis Philanthropes (nº 1) (1797)
    - loge nº 6 : Les Amis Philanthropes nº 2 1894-1973) 
      - loge nº 59 : Les Amis Philanthropes nº 2 Alpha (1973)
      - loge nº 60 : Les Amis Philanthropes nº 2 Omega (1973)

    - loge nº 7 : Les Amis Philanthropes nº 3 (1911)
      - loge nº 23 : Prométhée (1929)

    - loge n° 8 : Tradition et Solidarité (Grootloge van België, G.L.B.) (1959-19XX)
    - loge n° 48 : Le Ciment (1964)
    - loge nº 56 : Les Amis Philanthropes nº 4 Henri Saint-Jean (1972)
    - loge n° 82 : Anderson (1982)

  - loge nº - : La Félicité Bienfaisante (Grootoosten der Nederlanden, G.O.N.) (1804-18XX)
  - loge nº - : L'Espérence (1805-18XX)
    - loge nº - : Les Amis du Progrès (1838-1854)

  - loge nº - : L'Avenir (1837-18XX)
  - loge nº 22 : Action et Solidarité nº 1 (1924)
    - loge nº 31 Action et Solidarité nº 2 (1949)
    - loge nº 32 Action et Solidarité nº 3 (1949)
      - loge nº 80 Action et Solidarité 1980 (1980)

  - loge nº 42 Le Libre Examen (1960)
  - loge nº 23 : L'Union (1962) (G.L.B. tot 1979) / nº 1 : L'Union (1962)  (Reguliere Grootloge van België vanaf 1979)
  - loge nº 17 : L'Heureuse Rencontre  (G.L.B.) (1966)

## Bekende leden
- Ernest Allard (1840-1874), architect.
- Emile André (1850-1897), liberaal politicus
- Jules Bara (1835-1900), minister van justitie
- Henri Bergé (1835-1911) chemicus en liberaal politicus, rector ULB, voormalig grootmeester G.O.B.
- Fernand Blum (1885-1963), liberaal politicus en burgemeester Schaarbeek
- Joseph Bracops (1900-1966), socialistisch politicus en burgemeester Anderlecht
- Charles Buls (1837-1914), burgemeester Brussel
- Antoine Cardon (1739-1822), schilder en beeldhouwer
- Charles de Coster (1827-1879), schrijver en professor
- Antoine Dansaert (1818-1890), kamerlid en rechter rechtbank van koophandel te Brussel
- Emile Demot (1835-1909), burgemeester Brussel
- Bruno Renard (1804-1879), minister van defensie
- Adrien-François Servais (1807-1866), musicus
- Nicolas Smelten (1874-1962), voorzitter Ligue de l'Enseignement
- Victor Van de Walle (1849-1927), politicus
- Henri van Dievoet (1869-1931), architect
- Pierre Van Humbeeck (1829-1890), minister van onderwijs, voormalig grootmeester G.O.B.
- Henri Vieuxtemps, (1820-1881), violist en componist
- Guy Vlaeminck, voormalig grootmeester G.O.B.
- Gustave Washer (1835-1912), kamerlid
- Eugène Ysaÿe (1858-1931), violist, dirigent en componist

## Voorzittend Meesters
De volgende personen waren voorzittend meester van Les Vrais Amis de l'Union (1782-1854):
- 1782-1786: Pierre Passénaud
- 1786-1788: Jean Henri Baur
- 1788-1791: Jean Drugman
- 1791-1793: Pierre Passénaud
- 1793-1806: Jean Drugman
- 1806-1808: Jean Baptiste van Volxem
- 1808-1813: Jean Drugman
- 1813-1829: Pierre Vander Elst
- 1829-1830: Joseph Fleury
- 1830-1835: André Dieudonné Trumper
- 1835-1836: Constant Vander Elst
- 1836-1837: André Dieudonné Trumper
- 1837-1839: Alphonse Wauters
- 1839-1845: André Dieudonné Trumper
- 1845-1854: André Fontainas

De volgende personen waren voorzittend meester van Les Amis du Progrès (1838-1854):
- 1838-1839: Eugène Defacqz
- 1839-1848: Edouard De Doncker
- 1849-18??: ... Van Damme
- 18??-18??: Pierre Ranwet
- 18??-1854: Jean Raikem

De volgende personen waren voorzittend meester van Les Vrais Amis de l'Union et du Progrès Réunis (vanaf 1854):
- 1854-1863: André Fontainas
- 1863-1869: Pierre Van Humbeeck
- 1869-1872: André Fontainas
- 1872-1875: Henri Bergé
- 1875-1878: Ernest Allard
- 1878-1882: Henri Bergé
- 1882-1883: Alfred Zimmer
- 1883-1885: Emile Demot
- 1885-1888: Henri Bergé
- 1888-1891: Paul Janson
- 1891-1894: Edouard Herbos
- 1894-1897: Henri Taverne
- 1897-1900: Fernand Cocq
- 1900-1903: Eugène Brand
- 1903-1906: Henri Dupont
- 1906-1909: Charles Defrenne
- 1909-1912: Gustave De Rechter
- 1912-1919: Fernand Levêque
- 1919-1919: Emile Wangermée
- 1919-1922: Paul Erculise
- 1922-1925: Robert Van Mossevelde
- 1925-1928: Charles Defrenne
- 1928-1931: Nicolas Smelten
- 1931-1934: Auguste Mahy
- 1934-1937: Frans Fischer
- 1937-1937: Edgard Philippet
- 1937-1939: Charles Dam
- 1939-1945: Bernard Jofé
- 1945-1948: Léo Doyen
- 1948-1951: Achille Maréchal
- 1951-1954: Jacques Mechelynck
- 1954-1957: Horace Hénaux
- 1957-1960: Pierre Chamart
- 1960-1962: Marcel Bergé
- 1962-1965: Jean-Marie Vroomans
- 1965-1968: Roger Frère
- 1968-1971: Gaston Boussard
- 1971-1974: Jean Delleuse
- 1974-1977: Walter Parisel
- 1977-1980: Raymond Bauduin
- 1980-1983: Guy Vlaeminck
- 1983-1986: ...
- 1986-1989: ...
- 1989-1992: ...
- 1992-1995: ...
- 1995-1998: ...
- 1998-2001: ...
- 2001-2004: ...
- 2004-2007: Patrick Bolle